# 4H
4H är en internationell ideell ungdomsorganisation med bred verksamhet inom allt från odling och djur till idrott och teater med huvudfokus på barn och ungdomar 6-25 år. Organisationens namn kommer från de fyra H som inleder organisationens motto, "huvud, hjärta, hand, hälsa". 4H finns i över 80 länder och organisationen och ledningen varierar mellan länderna. Varje landsorganisation är självstyrande, men samarbetar genom internationella utbyten, världsomspännande utbildningsprogram och informationsutbyten.
Sveriges 4H:s vision är att alla barn och ungdomar ska utvecklas till engagerade, välmående och ansvarstagande människor med respekt för omvärlden. Visionen ska uppnås genom att i samspel med människor och natur upptäcka deras rika värden och mångfald. I detta är varje art och individ en viktig del av helheten utan att vara mer värd än någon annan.
Sveriges 4H:s motto är “Lära genom att göra”. Inom 4H bedrivs verksamhet av ungdomar, för ungdomar. I styrelser och kommittéer sitter ungdomar som själva tar ansvar för och fattar beslut gällande sin fritid.
Organisationens mål är att utveckla medlemmarnas känsla för medborgarskap, ledarskap, ansvar och erfarenheter genom ett aktivt lärande och ett intressant och inspirerande inlärningssätt. Även om 4H:s verksamhet traditionellt sett förknippas med inriktning på jordbrukets betydelse, fokuserar man numer på medborgarskap, ett hälsosamt leverne, forskning, tillverkning och tekniska projekt. 4H:s ledord är "Gör det bästa bättre" och dess motto är "Lära genom att göra"

## Historik
Grunden till 4H lades i USA 1902 genom det arbete som lades ned av flera olika personer ungefär samtidigt. Fokus för 4H har tidigare varit tanken att lära sig mer genom praktiskt arbete, vilket kom sig av tanken att koppla offentlig utbildning till landsbygdens villkor. De tidiga satsningarna involverade både offentliga och privata bidragsgivare. 4H grundades med syftet att utbilda ungdomar i nya rön inom jordbruk och hemkunskap. Under 1970-talet utökades målen till att omfatta alla ungdomar, även från nationella minoriteter, och att ge deltagarna ett brett urval upplevelser.
Vid den här tiden konstaterade forskare vid forskningsstationer under land-granduniversiteten och USDA att äldre lantbrukare inte gärna använde sig av nya jordbrukstekniska upptäckter, men att ungdomar prövade olika metoder och delade sina upptäckter och framgångar med de äldre. Landsbygdsprogram för unga blev därför ett sätt att introducera nya landvinningar inom jordbruket även för de äldre.
Klubbarna uppstod där det fanns entusiaster som ville ge ungdomarna en tro på sig själva och på det liv de levde, och det är därför mycket svårt att tillskriva någon eller några personer den enskilda förtjänsten av detta. Satsningar på landsbygdsungdomen gjordes under hela 1800-talet; till exempel våren 1882 då Delaware College anordnade en landsomfattande majstävling för pojkar. Varje deltagare skulle plantera en kvarts engelskt tunnland majs, drygt 1000 m², enligt instruktion från skolan. Priserna, som utgjordes av pengar, diplom och prenumerationer på tidskriften American Agriculturalist delades ut till vinnarna.
År 1892 organiserade Ransom Asa Moore, ordförande i lantbruksorganisationen Agricultural Society och rektor för skolorna i Kewaunee County, en ungdomsrörelse för att förnya mässan Kewaunee County Fair. Han döpte rörelsen till Young People’s Contest Clubs och lyckades få 6000 ungdomar från landsbygden att odla och ställa ut frukt, grönsaker och boskap. Mässorna blev mycket populära. År 1904, då han arbetade vid University of Wisconsin-Madison, försökte han upprepa succén från Kewaunee County. Han övertygade R.H. Burns, rektor för skolorna i Richland County, att gå med på att låta ungdomarna i området organisera och arbeta i ett majsprojekt för att förbättra marknaden och få ut bättre utsäde till lantbrukarna i Wisconsin med omnejd.
A. B. Graham startade 1902 ett ungdomsprogram i Clark County i Ohio, vilket anses som en av de första 4H-programmen i USA. Den första klubben kom att kallas "Tomatklubben" eller "Majsodlingsklubben". T.A. "Dad" Erickson, från Douglas County i Minnesota, startade samma år lokala klubbar dit ungdomarna kunde gå efter skolan, men han organiserade också olika mässor. Jessie Field Shambaugh tog fram klöversymbolen med de fyra H:na år 1910 och 1912 kallades klubbarna för 4H-klubbar. De första 4H-programmen i Colorado inleddes 1910 då lantbrukskonsulenter började hålla kurser för ungdomar inom ramen för land-grantverksamheten i delstaten. Den landsomfattande 4H-organisationen bildades 1914, när kongressen inrättade Cooperative Extension Service inom USDA genom att anta lagen Smith-Lever Act 1914. I uppdraget till CES ingick bland annat att arbeta med ungdomsklubbar som inriktade sig på jordbruk, hemkunskap och närbesläktade frågor. Smith-Lever-lagen formaliserade 4H-programmen och klubbarnas arbete i Mellanvästern. Även om man förespråkade olika aktiviteter för pojkar och flickor var 4H en av de första ungdomsorganisationerna som gav lika stor uppmärksamhet åt båda könen. År 1924 var dessa klubbar kända som just 4H-klubbar och man antog klöverbladet som sin symbol.
Det första 4H-lägret anordnades i Randolph County i West Virginia. Ursprungligen var dessa läger tänkta för de så kallade "Majsklubbarna". Lägerdeltagarna sov i tält på majsfälten för att sedan arbeta hela dagen. Rektorn i Newton County i Georgia, G. C. Adams, startade en majsklubb för pojkar 1904.
4H hade som flest medlemmar 1974 vilket var ett direkt resultat av organisationens utbildningsprogram om näringslära, Mulligan Stew, en TV-serie som visades i skolor och på TV över hela landet. Numer är 4H inte längre lika inriktade på jordbruk, utan betonar istället vikten av personlig utveckling och förberedelser för ett livslångt lärande. Deltagandet är som störst bland lågstadiebarn och den största anslutningen till de olika programmen och aktiviteterna ligger runt 9 års ålder.
I södra USA började 4H i mitten av 1960-talet att bredda sina program från att bara handla om jordbruk och istället inrikta sig mer på allmän livserfarenhet. De slog samman sina tidigare segregerade program för vita och svarta, men det var svårt att uppnå fullständig integration. 4H lyckades däremot lyfta de könsrelaterade hindren för att delta i verksamheten.

## Organisation i Sverige
Riksförbundet Sveriges 4H är uppbyggt i flera led:

### Riksförbund
Riksförbundet leds av Riksförbundsstyrelsen. Varje år hålls en Riksförbundsstämma där medlemmarna får vara med i den demokratiska processen och bestämma om verksamhet och hur organisationen ska utvecklas och drivas. Styrelsen styr sedan organisationen så som Riksförbundsstämman beslutat. Styrelsen ordnar aktiviteter för medlemmarna och arbetar med utveckling av verksamheten samtidigt som de ansvarar för ekonomin och ser till att den läns- och klubbstyrda verksamheten fungerar genom att stötta och hjälpa till där det behövs. Till hjälp finns det anställda på Riksförbundets kansli i Katrineholm. De anställda jobbar bland annat med löneservice, administration, representation, problemlösning och utveckling av verksamhet.
Sveriges 4H har cirka 100 helårsanställda utspridda i Sverige. De anställda arbetar som 4H-gårdsföreståndare, 4H-gårdsassistenter, administratörer, instruktörer, konsulenter, verksamhetsledare och regionkonsulenter. Sommartid uppgår antalet till mellan 250 och 400 anställda då lägerverksamhet är en stor del av organisationen.

### Länsförbund
Sveriges 4H har 22 länsförbund. Länsförbunden styrs, liksom Riksförbundet, av en ideell styrelse och har en årlig länsförbundsstämma. Länsförbundsstyrelsen ansvarar bland annat för de aktiviteter som anordnas av länet och verkar som stöd för de klubbar som finns i länet. Vissa länsförbund har även arbetsgivaransvar för eventuella anställda i länet.

### Krets
I vissa län finns det kretsar som består av flera klubbar. Även kretsarna drivs av en styrelse och har årsmöte. Kretsstyrelsens ansvar är att ordna aktiviteter för de klubbar som är anslutna till kretsen.

### Klubb
I klubbarna bedrivs huvuddelen av 4H:s verksamhet. Varje klubb har en klubbstyrelse och vissa (framför allt 4H-gårdar) har anställda. På ett årsmöte tillsätts styrelsen för klubben och det beslutas hur klubben ska bedriva sin verksamhet. Klubbverksamheten ser väldigt olika ut och varierar från aktiviteter som hantverk och teater till gymnastik och 4H-gårdsverksamhet.

## 4H-gårdar

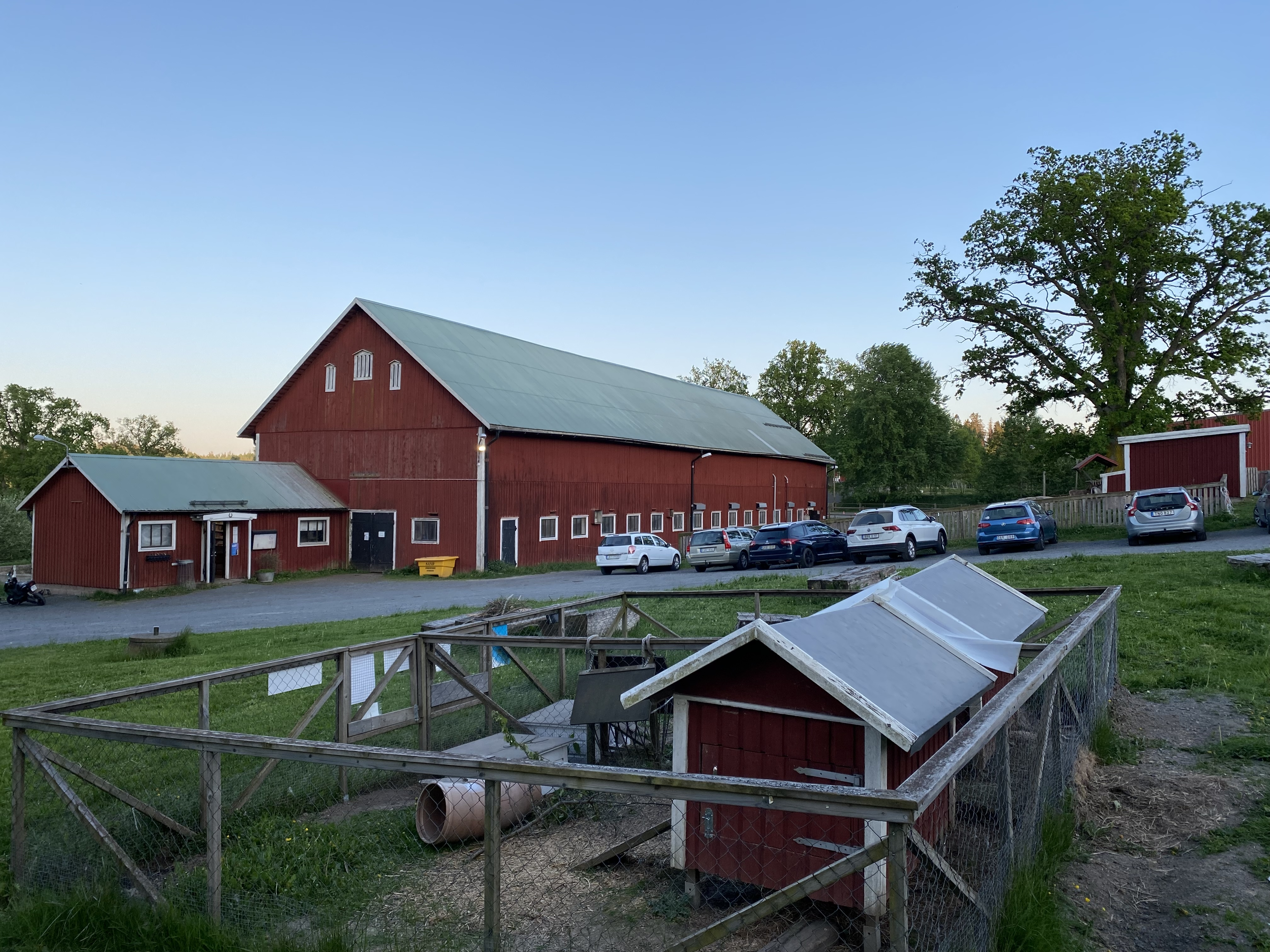
Vissmålens 4H-gård i Huskvarna

Sveriges 4H har sedan början av 1970-talet haft 4H-gården som en unik verksamhetsform. Idag finns ett 30-tal gårdar runt om i Sverige. 4H-gårdarna finns för att lära barn om djur och natur i 4H:s motto “Lära genom att göra” och gårdarna håller ofta öppet för allmänheten och är gratis att besöka.
4H:s har även ett samhällsuppdrag att sprida kunskap om hur vi räddar utrotningshotade svenska lantrasdjur, hur vi kan ha god självhushållning och hur naturens kretslopp fungerar. 4H-gårdarna över Sverige är en av organisationens viktigaste plattformar för detta.

## Galleri

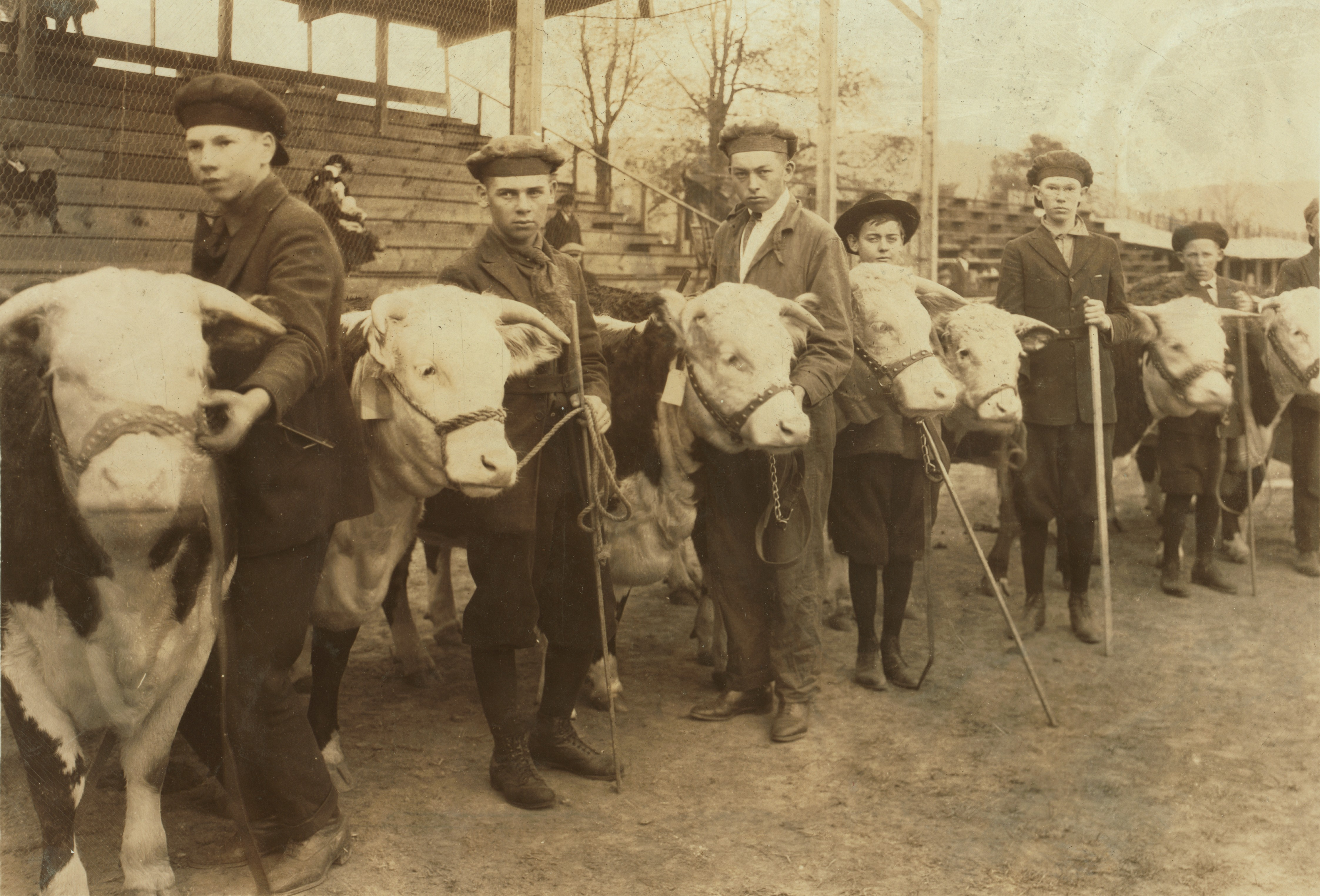
4H-pojkar visar kvigor vid en 4H-mässa i Charleston i West Virginia år 1921
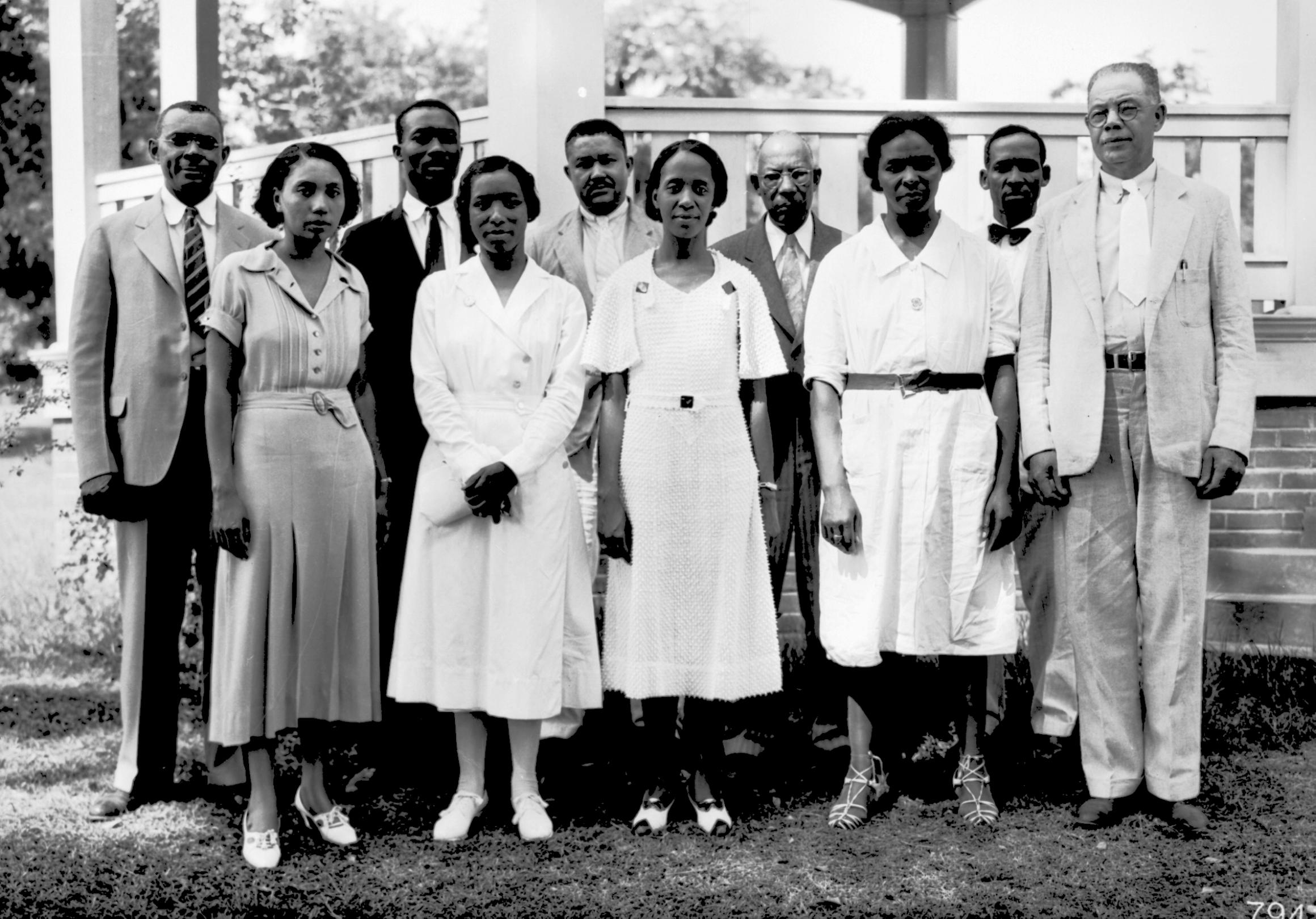
4H-hemförsäljare i Florida 1933
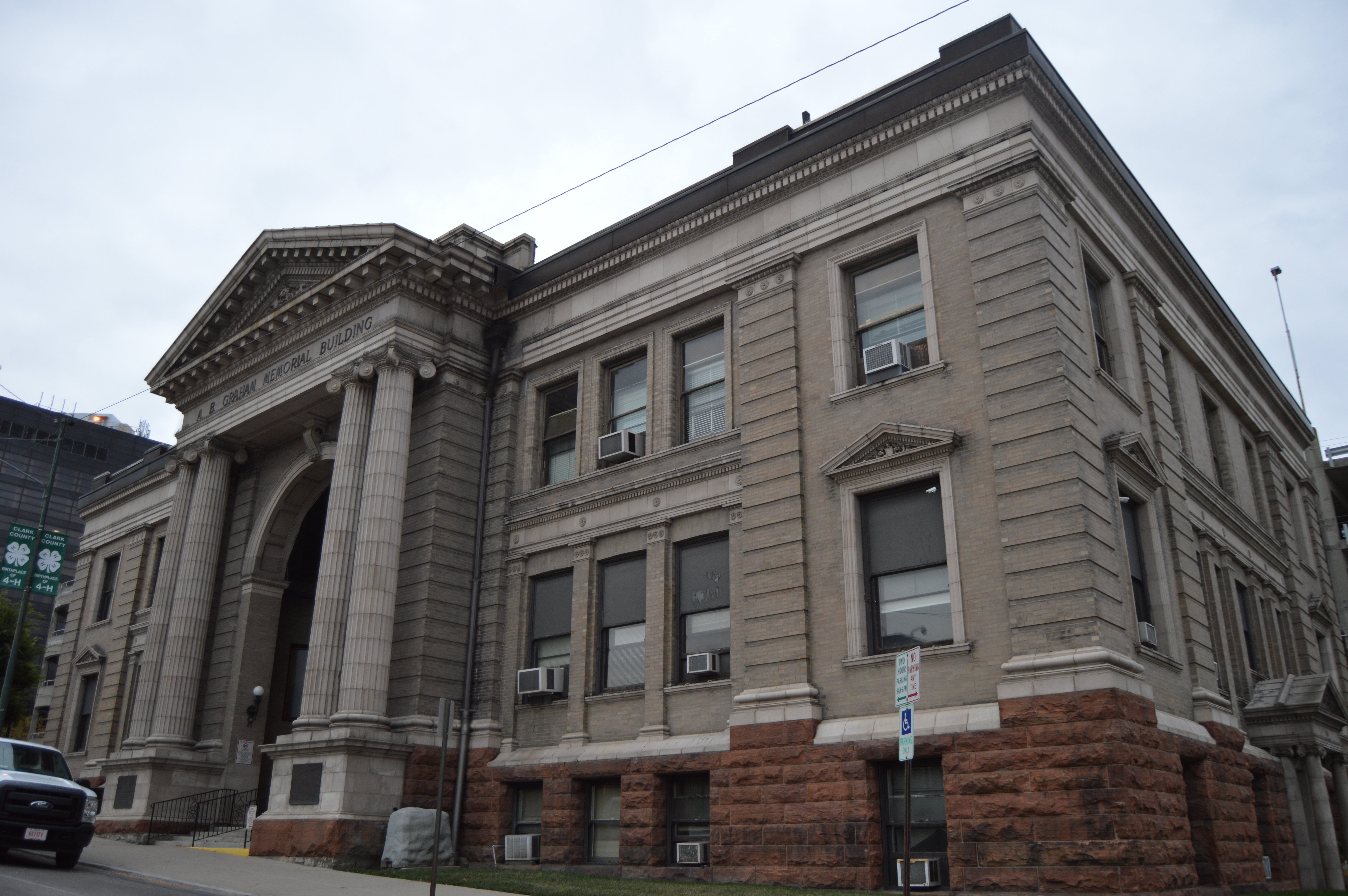
A.B. Graham Building i Springfield, där de första mötena hölls
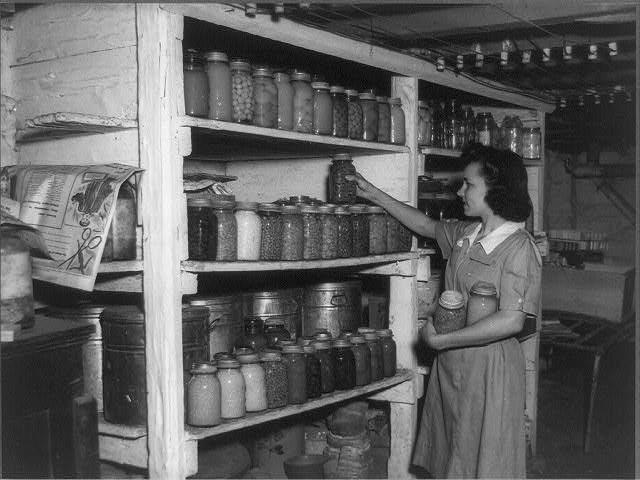
4H-medlem med matkonserver som hon gjort av råvaror från sin trädgård i Rockbridge County i Virginia omkring 1942